# Рязанов, Александр Петрович
Александр Петрович Рязанов (24 января 1951, Каменск-Уральский, Свердловская область — 6 февраля 2004, Екатеринбург) — советский футболист, левый крайний нападающий и полузащитник.

## Биография
Воспитанник команды «Заря» («Темп») из Каменска-Уральского, в её составе — призёр первенства СССР среди юношей 1966 года.
В 1969 году перешёл в «Уралмаш». Дебютный матч в высшей лиге сыграл 24 августа 1969 года против «Пахтакора», выйдя на замену на 86-й минуте вместо Валерия Стаферова. Всего за сезон сыграл 4 матча в высшей лиге. В первенстве дублёров стал автором 5 голов.
В первой половине 1970-х годов выступал во второй лиге за «Локомотив» (Челябинск) и «Уралец» (Нижний Тагил).
В 1976 году вернулся в «Уралмаш», в том же сезоне стал победителем зонального и финального турниров второй лиги, забив в победном сезоне 12 голов. Затем в течение четырёх лет выступал за команду в первой лиге, сыграв в этом турнире более 100 матчей. Завершил спортивную карьеру в 1980 году.
Окончил Свердловский техникум физической культуры. После карьеры футболиста стал тренером ДЮСШ «Юность» разных трёх возрастных групп.
Скончался 6 февраля 2004 года в Екатеринбурге. Похоронен на Северном кладбище.